# 2012년 뉴욕 영화 비평가 협회상
제78회 뉴욕 영화 비평가 협회상은 2012년 12월 3일에 열린 시상식이다.

## 수상 및 후보

### 작품상
- 빈라덴 암살작전 - 제로 다크 서티 - 캐서린 비글로우 수상

### 감독상
- 빈라덴 암살작전 - 제로 다크 서티 - 캐서린 비글로우 수상

### 각본상
- 링컨 - 토니 커쉬너 수상

### 여우주연상
- 더 딥 블루 씨 - 레이첼 와이즈 수상

### 남우주연상
- 링컨 - 다니엘 데이 루이스 수상

### 여우조연상
- 링컨 - 샐리 필드 수상

### 남우조연상
- 매직 마이크 - 매튜 맥커너히 수상

### 촬영상
- 빈라덴 암살작전 - 제로 다크 서티 - 그레이그 프레이저 수상

### 애니메이션상
- 프랑켄위니 - 팀 버튼 수상

### 다큐멘터리상
- 센트럴 파크 파이브 - 켄 번스 외 2명 수상

### 외국영화상
- 아무르 - 미카엘 하네케 수상

### 신인작품상
- 하우 투 서바이브 어 플레이그 - 데이비드 프랑스 수상